# Gallioscorpio voltzi
Gallioscorpionidae, Gallioscorpio
Famille
Genre
Espèce
Gallioscorpio voltzi, unique représentant du genre Gallioscorpio et  de la famille des Gallioscorpionidae, est une espèce fossile de scorpions.

## Distribution
Cette espèce a été découverte à Bust dans le massif des Vosges dans le Bas-Rhin en France. Elle date du Trias.

## Description
L'holotype mesure 60,1 mm

## Étymologie
Cette espèce est nommée en l'honneur de Philippe Louis Voltz.

## Publication originale
- Wilson R. Lourenço et Jean-Claude Gall, « Fossil scorpions from the Buntsandstein (Early Triassic) of France », Comptes Rendus Palevol, 2004, vol. 3, p. 369-378.